# The Ten
The Ten is een film uit 2007 onder regie van David Wain. De film bevat tien verhalen die elk gelinkt staan aan een van de Tien geboden.

## De tien verhalen
- Een man (Adam Brody) valt uit een vliegtuig en wordt hierna een beroemdheid ("Thou Shalt Worship No God Before Me").
- Een bibliothecaresse (Gretchen Mol) die in Mexico seksueel contact krijgt met een man (Justin Theroux) ("Thou Shalt not Take the Lord's Name in Vain").
- Een dokter (Ken Marino) die zijn patiënt "voor de lol" vermoordt ("Thou Shalt Not Kill").
- Een rechercheur (Liev Schreiber) die verlangt naar de CAT Scan-machine van zijn buurman ("Thou Shalt Not Covet Thy Neighbor's House").
- Een moeder (Kerri Kenney-Silver) die de imitator van Arnold Schwarzenegger (Oliver Platt) om de vaderfiguur van haar kinderen te worden ("Honor Thy Mother and Thy Father").
- Een gevangene (Rob Corddry) die naar de vriendin van zijn celmaat verlangt ("Thou Shalt Not Covet Thy Neighbor's Wife").
- Een vrouw (Winona Ryder) die verliefd wordt op een buikspreekpop.
- Een neushoorn die de tegenslagen van roddels ontdekt ("Thou Shalt Not Bear False Witness").
- Jeff Reigert (Paul Rudd) die al deze verhalen aan een publiek vertelt en achter de schermen moet kiezen voor zijn beeldschone vrouw (Famke Janssen) of zijn jonge maîtresse (Jessica Alba) ("Thou Shalt Not Commit Adultery").
- Een echtgenoot (A.D. Miles) die samen met zijn vrienden de kerk overslaat om samen met zijn vrienden naakt te luisteren naar Roberta Flack ("Remember the Sabbath and Keep it Holy").

## Rolverdeling
- Paul Rudd - Jeff Reigert
- Famke Janssen - Gretchen Reigert
- Jessica Alba - Liz Anne Blazer
- Adam Brody - Stephen Montgomery
- Gretchen Mol - Gloria Jennings
- Justin Theroux - Jesus H. Christ
- Ken Marino - Dr. Glenn Richie
- Liev Schreiber - Ray Johnson
- Kerri Kenney - Bernice
- Oliver Platt - Marc Jacobson
- Rob Corddry - Duane Rosenblum
- Winona Ryder - Kelly LaFonda
- H. Jon Benjamin - Neushoorn (stem)
- A.D. Miles - Oliver Jennings
- Jon Hamm - Chris Knarl, instructeur parachutespringen
- Jason Sudeikis - Tony Contiella (Sudeikis (bioscoop)filmdebuut)